# ジャン・カルリュ
ジャン・カルリュ（Jean Carlu; 1900年-1997年）とは、アール・デコを代表するフランスのグラフィックデザイナー。「ジャン・カリリュ」と表記されることもある。

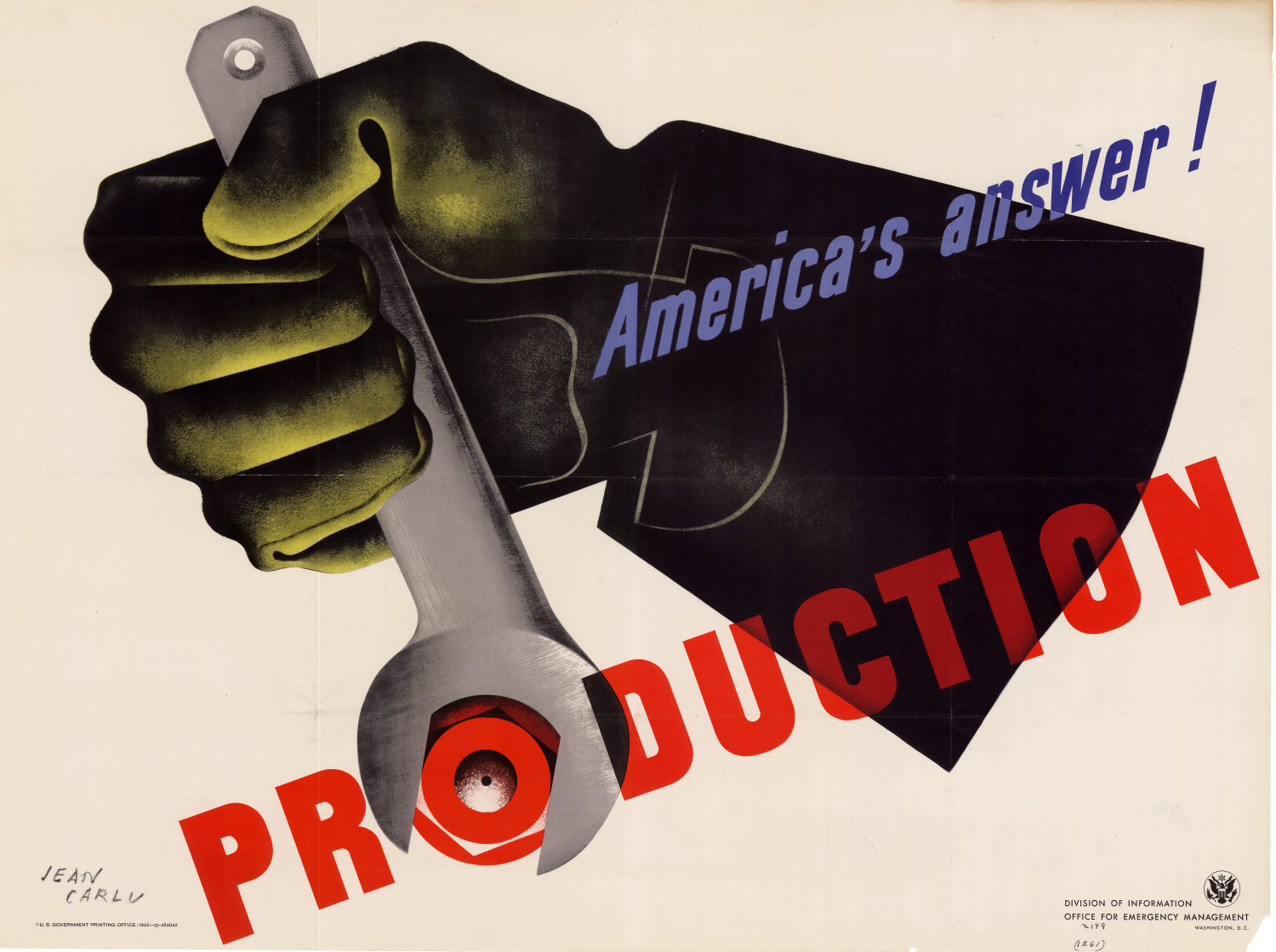
1942 patriotic war poster by Jean Carlu for the U.S. Government

ポスターを得意とする。キュビスム、未来派、構成主義の要素を取り入れた、幾何学的な意匠が特徴である。
建築を目指していたが、1918年、事故で右手を失ったことによりデザインに転向した。1934年には渡米している。
コラン、ルーポ、カッサンドルとともに、（ダルタニアンを含めた）「三銃士」と呼ばれ、「フランス広告界の支配者的存在」であった（下記参考文献13ページ参照）。

## 代表作
- ポスター「モンサヴォン石鹸（Monsavon）」（1925年）
- ポスター「シュパテン・ブロイ（Spatenbräu）」（1927年）
- ポスター「ペパ・ボナフェ（Pépa Bonafé）」（1928年）